# 张同学
张同学(1986年—)，原名张凯，辽宁省营口市人。网络主播，发布的短视频多为农村题材。

## 生平
1986年生于辽宁省营口市建一镇松树村，2021年10月4日，张同学于抖音平台发布第一个视频《饺子配酒》，获得较多关注。2021年12月，有媒体发现，多个以“张同学”为名的商标被抢注，疑似“张同学”关联公司辽宁省张同学农业发展有限公司成立。2022年1月，在辽宁卫视春节联欢晚会上与郭冬临合演小品《姐夫难当》。

## 争议
2021年年末，因发布的视频中含有有安全风险的电气设备、农用三轮车载人等现象，先后被消防和交管局“点名”提醒。